# Воскресение Христово (рукопись)
Воскресе́ние Христо́во (бел. Васкрэсенне Хрыстова і сашэствіе яго ў ад) — сатирическое-анонимное произведение конца XVIII века на западнорусском письменном языке, созданое предположительно под влиянием украинского произведения «Стихи на Пасху».

## Описание
Повесть написана о разных темах, в основном о жизни крестьянства и религии, в юмористическом тоне изображая быт и нравы белорусской деревни XVIII века.
Автор сатирически описывает библейскую историю Второго пришествия Иисуса Христа и Страшного суда. Библейские персонажи Адам, Ева, Авраам, Моисей, Самсон, Давид, Соломон и другие представлены в образе простых крестьян.
В произведение ярко представлены атеистические взгляды и убеждения автора. Сюжет поэмы и ярко выраженные убеждения автора, предают произведению антирелигиозный характер.

## В культуре
Написанное в виде пародии произведение нашло отражение в белорусском фольклоре. Один из вариантов поэмы опубликован в сборнике Ивана Носовича «Белорусские песни». Второй вариант в рукописном сборнике «Белорусские народные сказания, былины и песни крестьян бывшего Себежского уезда Витебской губернии, 1882—1890 годах».